# بنی عبید
بنی عبید نام شهر و شهرستانی در استان دقهلیه مصر است.